# Rhizanthella gardneri

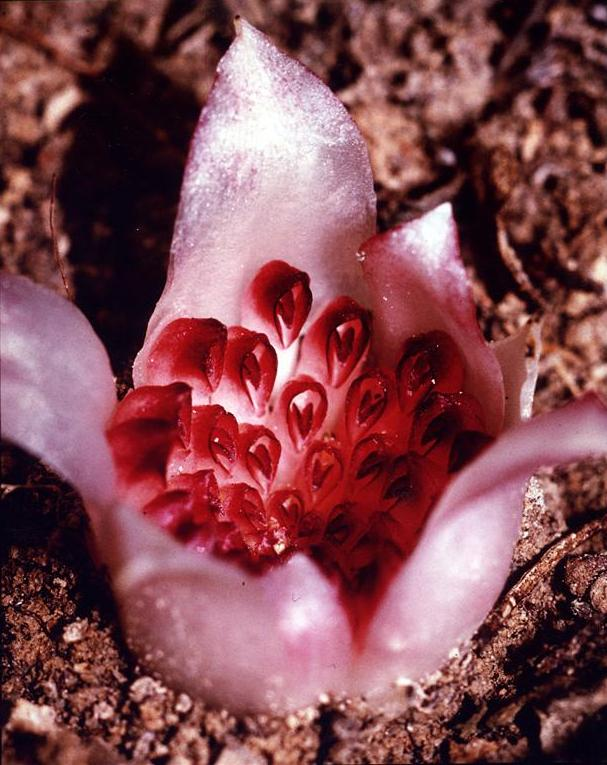
Rhizanthella gardneri.

Rhizanthella gardneri é uma planta de origem australiana saprófita pertencente a  familia Orchidaceae. 
As saprófitas são orquídeas raras, que não tem clorofila e usam restos de animais ou plantas em decomposisão para se alimentar.